# Уметничка колонија
Уметничка колонија представља окупљање уметника сличних склоности који се углавном привремено или трајно пресељавају на неко мирно место, удаљено од великих градова како би заједно радили. За разлику од уметничког удружења где су основа за окупљање пре свега стилске сличности код уметничке колоније је то заједничка тежња за непосредним сусретом са природом. Током 19. века уметничке колоније настају из потребе уметника за издвојеношћу из индустријализованих урбаних зона. Прву уметничку колонију формирали су око Вилијема Тарнера Boys of Glasgow а потом су око 1835. формиране Барбизонска школа и Школа из Пон-Авена. 